# Nicholas Kaiser

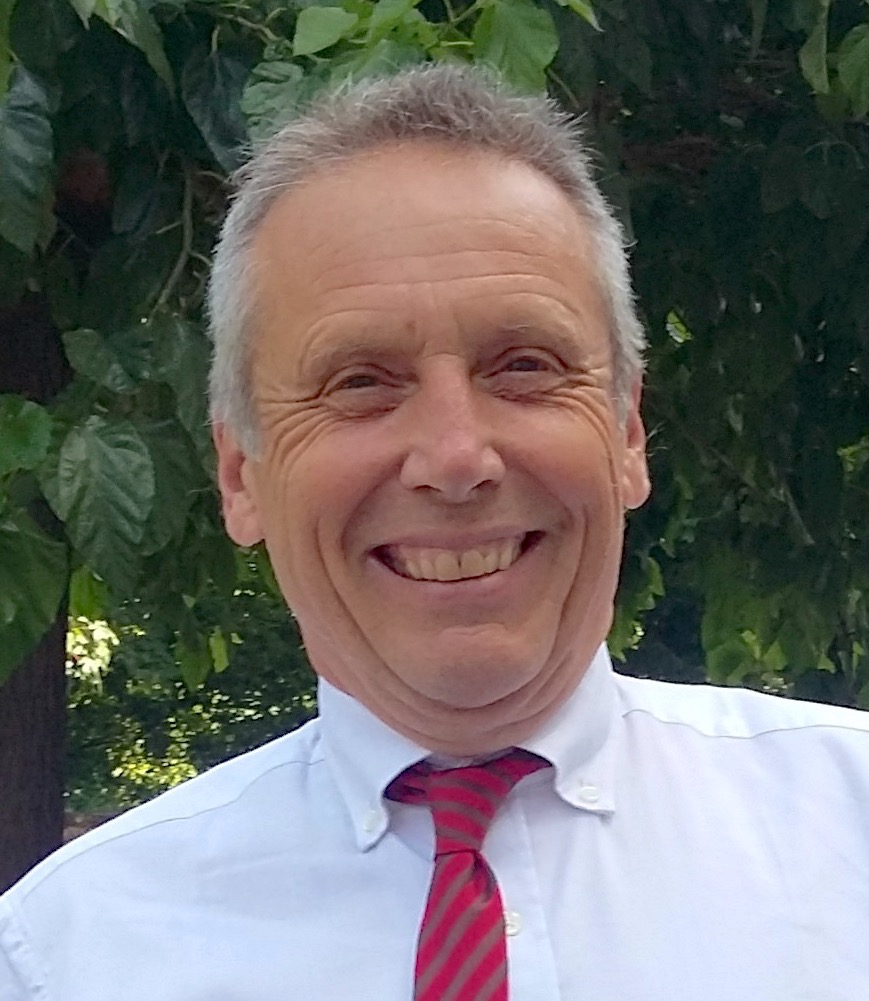
Nicholas Kaiser, 2019

Nicholas „Nick“ Kaiser (* 15. September 1954; † 13. Juni 2023) war ein britischer Astronom, dessen Hauptarbeitsgebiet der Gravitationslinseneffekt war. Hierzu war er einer der weltweit führenden Experten. Er arbeitete zuletzt an der Universität Hawaii.

## Leben
Kaiser wurde am 15. September 1954 geboren. 1978 schloss er an der University of Leeds seinen Bachelor ab, 1982 wurde er an der Universität Cambridge mit der Arbeit „Anisotropy of the Microwave Background Radiation“ (Anisotropie der Mikrowellenhintergrundstrahlung) bei Martin Rees promoviert.
In der Folge arbeitete er als Postdoc 1983 an der University of California, Berkeley, 1984 an der University of California, Santa Barbara und dann wieder in Berkeley, 1985 an der Universität Sussex und schließlich wieder in Cambridge. Im April 1988 wurde er Professor an der Universität Toronto. Im März 1997 ging er nach Hawaii.
Kaiser arbeitet am Pan-STARRS-Projekt mit, wozu an einem 1,8-m-Teleskop auf Hawaii potentiell für die Erde gefährliche Asteroiden beobachtet werden. Dazu ist er auch wissenschaftlicher Berater der „lifeboat foundation“, die sich dem Schutz der Menschheit vor derartigen Risiken verschrieben hat.

## Auszeichnungen und Ehrungen
- 1989 Helen Warner Prize der American Astronomical Society
- 1993 Herzberg Medal der Canadian Association of Physicists
- 1997 Rutherford Medal der Royal Society of Canada
- 2005 Namensgeber für den Asteroiden (16193) Nickaiser[2]
- 2017 Goldmedaille der Royal Astronomical Society
- 2019 Gruber-Preis für Kosmologie

## Werk
Kaisers Arbeitsgebiete umfassen beobachtende Kosmologie, Galaxienbildung, Large-Scale Structure, Bulk Flows, Galaxienhaufen und Gravitationslinsen. Auf letzterem Gebiet ist er vor allem durch die Kaiser-Squires-Inversion bekannt, ein Verfahren, um aus gemessenen Bildverzerrungen die Massenverteilung in einem Beobachtungsgebiet zu ermitteln. Außerdem entwickelte er mit Gordon Squires und Tom J. Broadhurst die sogenannte KSB-Methode zur Auswertung der Elliptizitäten gravitativ verzerrter Bilder. Hierfür entwickelte er das Computerprogramm imcat.